# Circuitul WTA 2020
WTA Tour 2020 este o serie de turnee de tenis pentru femei, organizate de Asociația de Tenis pentru Femei (WTA) pentru sezonul 2020 de tenis. Inițial, calendarul sezonului WTA 2020 cuprindea turneele de Grand Slam (supravegheate de Federația Internațională de Tenis), turneele WTA Premier (Premier Mandatory, Premier 5, Premier), turneele WTA International, Cupa Billie Jean King (organizată de ITF) și campionatele de final de an (finala WTA și WTA Elite Trophy).

Majoritatea turneelor au fost anulate sau reprogramate din cauza pandemiei COVID-19, inclusiv Jocurile Olimpice de la Tokyo și Wimbledon.

## Lista cronologică a turneelor
Prezentarea cronologică arată lista turneelor din Circuitul WTA 2020, inclusiv locul de desfășurare, numărul de jucători, suprafața, categoria și finanțarea totală. 
Key
| Turnee de Grand Slam  |
| Turneul Campioanelor  |
| WTA Premier Mandatory |
| WTA Premier 5         |
| WTA Premier           |
| WTA International     |
| Evenimente de echipă  |

### Ianuarie
| Săptămâna               | Turneu | Campioni                                               | Finaliști                          | Semifinaliști                       | Sferturi de finală                                                |
| ----------------------- | --- | ------------------------------------------------------ | ---------------------------------- | ----------------------------------- | ----------------------------------------------------------------- |
| 6 Ianuarie              | Brisbane International Brisbane, Australia WTA Premier Dură – $1,500,000 – 30S/16D Simplu – Dublu            | Karolína Plíšková 6–4, 4–6, 7–5                        | Madison Keys                       | Petra Kvitová Naomi Osaka           | Jennifer Brady Danielle Collins Kiki Bertens Alison Riske         |
| 6 Ianuarie              | Brisbane International Brisbane, Australia WTA Premier Dură – $1,500,000 – 30S/16D Simplu – Dublu            | Hsieh Su-wei Barbora Strýcová 3–6, 7–6(9–7), [10–8]    | Ashleigh Barty Kiki Bertens        | Petra Kvitová Naomi Osaka           | Jennifer Brady Danielle Collins Kiki Bertens Alison Riske         |
| 6 Ianuarie              | Shenzhen Open Shenzhen, China WTA International Dură – $775,000 – 32S/16D Simplu – Dublu                     | Ekaterina Alexandrova 6–2, 6–4                         | Elena Rîbakina                     | Garbiñe Muguruza Kristýna Plíšková  | Zarina Diyas Wang Qiang Elise Mertens Kateryna Bondarenko         |
| 6 Ianuarie              | Shenzhen Open Shenzhen, China WTA International Dură – $775,000 – 32S/16D Simplu – Dublu                     | Barbora Krejčíková Kateřina Siniaková 6–2, 3–6, [10–4] | Duan Yingying Zheng Saisai         | Garbiñe Muguruza Kristýna Plíšková  | Zarina Diyas Wang Qiang Elise Mertens Kateryna Bondarenko         |
| 6 Ianuarie              | Auckland Open Auckland, Noua Zeelandă WTA International Hard – $275,000 – 32S/16D Simplu – Dublu             | Serena Williams 6–3, 6–4                               | Jessica Pegula                     | Amanda Anisimova Caroline Wozniacki | Laura Siegemund Eugenie Bouchard Julia Görges Alizé Cornet        |
| 6 Ianuarie              | Auckland Open Auckland, Noua Zeelandă WTA International Hard – $275,000 – 32S/16D Simplu – Dublu             | Asia Muhammad Taylor Townsend 6–4, 6–4                 | Serena Williams Caroline Wozniacki | Amanda Anisimova Caroline Wozniacki | Laura Siegemund Eugenie Bouchard Julia Görges Alizé Cornet        |
| 13 Ianuarie             | Adelaide International Adelaide, Australia WTA Premier Dură – $848,000 – 30S/16D Simplu – Dublu              | Ashleigh Barty 6–2, 7–5                                | Dayana Yastremska                  | Danielle Collins Aryna Sabalenka    | Markéta Vondroušová Belinda Bencic Donna Vekić Simona Halep       |
| 13 Ianuarie             | Adelaide International Adelaide, Australia WTA Premier Dură – $848,000 – 30S/16D Simplu – Dublu              | Nicole Melichar Xu Yifan 2–6, 7–5, [10–5]              | Gabriela Dabrowski Darija Jurak    | Danielle Collins Aryna Sabalenka    | Markéta Vondroušová Belinda Bencic Donna Vekić Simona Halep       |
| 13 Ianuarie             | Hobart International Hobart, Australia WTA International Dură – $275,000 – 32S/16D Simplu – Dublu            | Elena Rîbakina 7–6(9–7), 6–3                           | Zhang Shuai                        | Heather Watson Veronika Kudermetova | Elise Mertens Lizette Cabrera Lauren Davis Garbiñe Muguruza       |
| 13 Ianuarie             | Hobart International Hobart, Australia WTA International Dură – $275,000 – 32S/16D Simplu – Dublu            | Nadiia Kichenok Sania Mirza 6–4, 6–4                   | Peng Shuai Zhang Shuai             | Heather Watson Veronika Kudermetova | Elise Mertens Lizette Cabrera Lauren Davis Garbiñe Muguruza       |
| 20 Ianuarie 27 Ianuarie | Australian Open Melbourne, Australia Grand Slam Hard – A$32,846,000 128S/64D/32X Simplu – Dublu – Dublu mixt | Sofia Kenin 4–6, 6–2, 6–2                              | Garbiñe Muguruza                   | Ashleigh Barty Simona Halep         | Petra Kvitová Ons Jabeur Anett Kontaveit Anastasia Pavlyuchenkova |
| 20 Ianuarie 27 Ianuarie | Australian Open Melbourne, Australia Grand Slam Hard – A$32,846,000 128S/64D/32X Simplu – Dublu – Dublu mixt | Tímea Babos Kristina Mladenovic 6–2, 6–1               | Hsieh Su-wei Barbora Strýcová      | Ashleigh Barty Simona Halep         | Petra Kvitová Ons Jabeur Anett Kontaveit Anastasia Pavlyuchenkova |
| 20 Ianuarie 27 Ianuarie | Australian Open Melbourne, Australia Grand Slam Hard – A$32,846,000 128S/64D/32X Simplu – Dublu – Dublu mixt | Barbora Krejčíková Nikola Mektić 5–7, 6–4, [10–1]      | Bethanie Mattek-Sands Jamie Murray | Ashleigh Barty Simona Halep         | Petra Kvitová Ons Jabeur Anett Kontaveit Anastasia Pavlyuchenkova |

### Februarie
| Săptămâna    | Turneu | Campioni | Finaliști | Semifinaliști                       | Sferturi de finală                                                 |
| ------------ | --- | --- | --- | ----------------------------------- | ------------------------------------------------------------------ |
| 3 Februarie  | Calificări Fed Cup Everett, SUA – Dură (i) Haga, Țările de Jos – Zgură (i) Cluj-Napoca, România – Dură (i) Florianópolis, Brazilia – Zgură Cartagena, Spain – Zgură Biel/Bienne, Elveția – Dură (i) Kortrijk, Belgia – Dură (i) Bratislava, Slovacia – Zgură (i) | Câștigătorii rundei de calificare: - SUA 3–2 - Belarus 3–2 - Rusia 3–2 - Germania 4–0 - Spania 3–1 - Elveția 3–1 - Belgia 3–1 - Slovacia 3–1 | Învinșii rundei de calificare: - Letonia - Țările de Jos - România - Brazilia - Japonia - Canada - Kazahstan - Marea Britanie |                                     |                                                                    |
| 10 Februarie | St. Petersburg Ladies Trophy Sankt Petersburg, Rusia WTA Premier Dură (i) – $848,000 – 28S/24Q/16D Simplu – Dublu | Kiki Bertens 6–1, 6–3 | Elena Rîbakina | Maria Sakkari Ekaterina Alexandrova | Belinda Bencic Océane Dodin Petra Kvitová Anastasia Potapova       |
| 10 Februarie | St. Petersburg Ladies Trophy Sankt Petersburg, Rusia WTA Premier Dură (i) – $848,000 – 28S/24Q/16D Simplu – Dublu | Shuko Aoyama Ena Shibahara 4–6, 6–0, [10–3]                                                                                                  | Kaitlyn Christian Alexa Guarachi                                                                                              | Maria Sakkari Ekaterina Alexandrova | Belinda Bencic Océane Dodin Petra Kvitová Anastasia Potapova       |
| 10 Februarie | Thailand Open Hua Hin, Thailanda WTA International Dură – $275,000 – 32S/16D Simplu – Dublu | Magda Linette 6–3, 6–2 | Leonie Küng | Nao Hibino Patricia Maria Țig       | Elina Svitolina Wang Qiang Zheng Saisai Wang Xiyu                  |
| 10 Februarie | Thailand Open Hua Hin, Thailanda WTA International Dură – $275,000 – 32S/16D Simplu – Dublu | Arina Rodionova Storm Sanders 6–3, 6–3 | Barbara Haas Ellen Perez | Nao Hibino Patricia Maria Țig       | Elina Svitolina Wang Qiang Zheng Saisai Wang Xiyu                  |
| 17 Februarie | Dubai Tennis Championships Dubai, Emiratele Arabe Unite WTA Premier Dură – $2,908,770 – 30S/28D Simplu – Dublu | Simona Halep 3–6, 6–3, 7–6(7–5) | Elena Rîbakina | Jennifer Brady Petra Martić         | Arina Sabalenka Garbiñe Muguruza Anett Kontaveit Karolína Plíšková |
| 17 Februarie | Dubai Tennis Championships Dubai, Emiratele Arabe Unite WTA Premier Dură – $2,908,770 – 30S/28D Simplu – Dublu | Hsieh Su-wei Barbora Strýcová 7–5, 3–6, [10–5]                                                                                               | Barbora Krejčíková Zheng Saisai                                                                                               | Jennifer Brady Petra Martić         | Arina Sabalenka Garbiñe Muguruza Anett Kontaveit Karolína Plíšková |
| 24 Februarie | Qatar Open Doha, Qatar WTA Premier 5 Dură – $3,240,445 – 56S/28D Simplu – Dublu | Arina Sabalenka 6–3, 6–3 | Petra Kvitová | Ashleigh Barty Svetlana Kuznețova   | Garbiñe Muguruza Ons Jabeur Belinda Bencic Zheng Saisai            |
| 24 Februarie | Qatar Open Doha, Qatar WTA Premier 5 Dură – $3,240,445 – 56S/28D Simplu – Dublu | Hsieh Su-wei Barbora Strýcová 6–2, 5–7, [10–2]                                                                                               | Gabriela Dabrowski Jeļena Ostapenko                                                                                           | Ashleigh Barty Svetlana Kuznețova   | Garbiñe Muguruza Ons Jabeur Belinda Bencic Zheng Saisai            |
| 24 Februarie | Mexican Open Acapulco, Mexic WTA International Dură – $275,000 – 32S/16D Simplu – Dublu | Heather Watson 6–4, 6–7(8–10), 6–1 | Leylah Annie Fernandez | Renata Zarazúa Wang Xiyu            | Tamara Zidanšek Anastasia Potapova Christina McHale Zhu Lin        |
| 24 Februarie | Mexican Open Acapulco, Mexic WTA International Dură – $275,000 – 32S/16D Simplu – Dublu | Desirae Krawczyk Giuliana Olmos 6–3, 7–6(7–5)                                                                                                | Kateryna Bondarenko Sharon Fichman                                                                                            | Renata Zarazúa Wang Xiyu            | Tamara Zidanšek Anastasia Potapova Christina McHale Zhu Lin        |

### Martie
| Săptămâna         | Turneu                                                                                     | Campioni                                                                | Finaliști                                                               | Semifinaliști                                                           | Sferturi de finală                                                      |
| ----------------- | ------------------------------------------------------------------------------------------ | ----------------------------------------------------------------------- | ----------------------------------------------------------------------- | ----------------------------------------------------------------------- | ----------------------------------------------------------------------- |
| 2 Martie          | Lyon Open Lyon, Franța WTA International Dură (i) – $275,000 – 32S/16D Simplu – Dublu      | Sofia Kenin 6–2, 4–6, 6–4                                               | Anna-Lena Friedsam                                                      | Alison Van Uytvanck Daria Kasatkina                                     | Océane Dodin Caroline Garcia Camila Giorgi Viktória Kužmová             |
| 2 Martie          | Lyon Open Lyon, Franța WTA International Dură (i) – $275,000 – 32S/16D Simplu – Dublu      | Laura Ioana Paar Julia Wachaczyk 7–5, 6–4                               | Lesley Pattinama Kerkhove Bibiane Schoofs                               | Alison Van Uytvanck Daria Kasatkina                                     | Océane Dodin Caroline Garcia Camila Giorgi Viktória Kužmová             |
| 2 Martie          | Monterrey Open Monterrey, Mexic WTA International Dură – $275,000 – 32S/16D Simplu – Dublu | Elina Svitolina 7–5, 4–6, 6–4                                           | Marie Bouzková                                                          | Arantxa Rus Johanna Konta                                               | Leylah Annie Fernandez Rebecca Peterson Wang Yafan Anastasia Potapova   |
| 2 Martie          | Monterrey Open Monterrey, Mexic WTA International Dură – $275,000 – 32S/16D Simplu – Dublu | Kateryna Bondarenko Sharon Fichman 4–6, 6–3, [10–7]                     | Miyu Kato Wang Yafan                                                    | Arantxa Rus Johanna Konta                                               | Leylah Annie Fernandez Rebecca Peterson Wang Yafan Anastasia Potapova   |
| Rest lunii martie | Turnee suspendate din cauza pandemiei COVID-19, vezi Turnee suspendate.                    | Turnee suspendate din cauza pandemiei COVID-19, vezi Turnee suspendate. | Turnee suspendate din cauza pandemiei COVID-19, vezi Turnee suspendate. | Turnee suspendate din cauza pandemiei COVID-19, vezi Turnee suspendate. | Turnee suspendate din cauza pandemiei COVID-19, vezi Turnee suspendate. |

### Aprilie – Iulie
Nu s-au jucat turnee din cauza pandemiei COVID-19, vezi Turnee suspendate.

### August
| Săptămâna              | Turneu                                                                                                | Campioni                                    | Finaliști                               | Semifinaliști                        | Sferturi de finală                                                         |
| ---------------------- | --- | ------------------------------------------- | --------------------------------------- | ------------------------------------ | -------------------------------------------------------------------------- |
| 3 August               | Palermo Open Palermo, Italia WTA International Zgură (roșie) – €163,103 – 32S/16D Simplu – Dublu      | Fiona Ferro 6–2, 7–5                        | Anett Kontaveit                         | Petra Martić Camila Giorgi           | Aliaksandra Sasnovich Elisabetta Cocciaretto Sara Errani Dayana Yastremska |
| 3 August               | Palermo Open Palermo, Italia WTA International Zgură (roșie) – €163,103 – 32S/16D Simplu – Dublu      | Arantxa Rus Tamara Zidanšek 7–5, 7–5        | Elisabetta Cocciaretto Martina Trevisan | Petra Martić Camila Giorgi           | Aliaksandra Sasnovich Elisabetta Cocciaretto Sara Errani Dayana Yastremska |
| 10 August              | Prague Open Praga, Republica Cehă WTA International Zgură (roșie) – $225,500 – 32S/16D Simplu – Dublu | Simona Halep 6–2, 7–5                       | Elise Mertens                           | Irina-Camelia Begu Kristýna Plíšková | Magdalena Fręch Sara Sorribes Tormo Eugenie Bouchard Ana Bogdan            |
| 10 August              | Prague Open Praga, Republica Cehă WTA International Zgură (roșie) – $225,500 – 32S/16D Simplu – Dublu | Lucie Hradecká Kristýna Plíšková 6–2, 6–2   | Monica Niculescu Raluca Olaru           | Irina-Camelia Begu Kristýna Plíšková | Magdalena Fręch Sara Sorribes Tormo Eugenie Bouchard Ana Bogdan            |
| 10 August              | Top Seed Open Lexington, SUA WTA International Dură – $225,500 – 32S/16D Simplu – Dublu               | Jennifer Brady 6–3, 6–4                     | Jil Teichmann                           | Shelby Rogers Coco Gauff             | Serena Williams Catherine Bellis Marie Bouzková Ons Jabeur                 |
| 10 August              | Top Seed Open Lexington, SUA WTA International Dură – $225,500 – 32S/16D Simplu – Dublu               | Hayley Carter Luisa Stefani 6–1, 7–5        | Marie Bouzková Jil Teichmann            | Shelby Rogers Coco Gauff             | Serena Williams Catherine Bellis Marie Bouzková Ons Jabeur                 |
| 17 Aug                 | Niciun turneu programat                                                                               | Niciun turneu programat                     | Niciun turneu programat                 | Niciun turneu programat              | Niciun turneu programat                                                    |
| 24 August              | Cincinnati Open New York City, SUA WTA Premier 5 Dură – $2,250,829 – 56S/32D Simplu – Dublu           | Victoria Azarenka Victorie din oficiu       | Naomi Osaka                             | Elise Mertens Johanna Konta          | Jessica Pegula Anett Kontaveit Maria Sakkari Ons Jabeur                    |
| 24 August              | Cincinnati Open New York City, SUA WTA Premier 5 Dură – $2,250,829 – 56S/32D Simplu – Dublu           | Květa Peschke Demi Schuurs 6–1, 4–6, [10–4] | Nicole Melichar Xu Yifan                | Elise Mertens Johanna Konta          | Jessica Pegula Anett Kontaveit Maria Sakkari Ons Jabeur                    |
| 31 August 7 Septembrie | US Open New York City, SUA Grand Slam Dură – $21,656,000 128S/32D Simplu – Dublu – Dublu mixt         | Naomi Osaka 1–6, 6–3, 6–3                   | Victoria Azarenka                       | Jennifer Brady Serena Williams       | Iulia Putintseva Shelby Rogers Tsvetana Pironkova Elise Mertens            |
| 31 August 7 Septembrie | US Open New York City, SUA Grand Slam Dură – $21,656,000 128S/32D Simplu – Dublu – Dublu mixt         | Laura Siegemund Vera Zvonareva 6–4, 6–4     | Nicole Melichar Xu Yifan                | Jennifer Brady Serena Williams       | Iulia Putintseva Shelby Rogers Tsvetana Pironkova Elise Mertens            |

### Septembrie
| Săptămâna                 | Turneu | Campioni                                 | Finaliști                       | Semifinaliști                        | Sferturi de finală                                                 |
| ------------------------- | --- | ---------------------------------------- | ------------------------------- | ------------------------------------ | ------------------------------------------------------------------ |
| 7 Septembrie              | İstanbul Open Istanbul, Turcia WTA International Zgură (roșie) – $225,500 – 30S/16D Simplu – Dublu                  | Patricia Maria Țig 2–6, 6–1, 7–6(7–4)    | Eugenie Bouchard                | Paula Badosa Tereza Martincová       | Danka Kovinić Polona Hercog Aliaksandra Sasnovich Rebecca Peterson |
| 7 Septembrie              | İstanbul Open Istanbul, Turcia WTA International Zgură (roșie) – $225,500 – 30S/16D Simplu – Dublu                  | Alexa Guarachi Desirae Krawczyk 6–1, 6–3 | Ellen Perez Storm Sanders       | Paula Badosa Tereza Martincová       | Danka Kovinić Polona Hercog Aliaksandra Sasnovich Rebecca Peterson |
| 14 Sep                    | Italian Open Roma, Italia WTA Premier 5 Zgură (roșie) – €1,692,169 – 56S/28D Simplu – Dublu                         | Simona Halep 6–0, 2–1, ret.              | Karolína Plíšková               | Garbiñe Muguruza Markéta Vondroušová | Iulia Putintseva Victoria Azarenka Elina Svitolina Elise Mertens   |
| 14 Sep                    | Italian Open Roma, Italia WTA Premier 5 Zgură (roșie) – €1,692,169 – 56S/28D Simplu – Dublu                         | Hsieh Su-wei Barbora Strýcová 6–2, 6–2   | Anna-Lena Friedsam Raluca Olaru | Garbiñe Muguruza Markéta Vondroušová | Iulia Putintseva Victoria Azarenka Elina Svitolina Elise Mertens   |
| 21 Sep                    | Internationaux de Strasbourg Strasbourg, Franța WTA International Zgură (roșie) – $225,500 – 30S/16D Simplu – Dublu | Elina Svitolina 6–4, 1–6, 6–2            | Elena Rîbakina                  | Nao Hibino Arina Sabalenka           | Jeļena Ostapenko Zhang Shuai Kateřina Siniaková Jil Teichmann      |
| 21 Sep                    | Internationaux de Strasbourg Strasbourg, Franța WTA International Zgură (roșie) – $225,500 – 30S/16D Simplu – Dublu | Nicole Melichar Demi Schuurs 6–4, 6–3    | Hayley Carter Luisa Stefani     | Nao Hibino Arina Sabalenka           | Jeļena Ostapenko Zhang Shuai Kateřina Siniaková Jil Teichmann      |
| 28 Septembrie 5 Octombrie | French Open Paris, Franța Grand Slam Clay (red) – € 128S/96Q/64D Simplu – Dublu − Dublu mixt                        | Iga Świątek 6–4, 6–1                     | Sofia Kenin                     | Nadia Podoroska Petra Kvitová        | Martina Trevisan Elina Svitolina Danielle Collins Laura Siegemund  |
| 28 Septembrie 5 Octombrie | French Open Paris, Franța Grand Slam Clay (red) – € 128S/96Q/64D Simplu – Dublu − Dublu mixt                        | Tímea Babos Kristina Mladenovic 6–4, 7–5 | Alexa Guarachi Desirae Krawczyk | Nadia Podoroska Petra Kvitová        | Martina Trevisan Elina Svitolina Danielle Collins Laura Siegemund  |

### Octombrie
| Săptămâna    | Turneu                                                                                        | Campioni                               | Finaliști                        | Semifinaliști                | Sferturi de finală                                                |
| ------------ | --------------------------------------------------------------------------------------------- | -------------------------------------- | -------------------------------- | ---------------------------- | ----------------------------------------------------------------- |
| 12 Octombrie | Niciun turneu programat                                                                       | Niciun turneu programat                | Niciun turneu programat          | Niciun turneu programat      | Niciun turneu programat                                           |
| 19 Octombrie | Ostrava Open Ostrava, Republica Cehă WTA Premier Dură (i) – $528,500 – 28S/16D Simplu – Dublu | Arina Sabalenka 6–2, 6–2               | Victoria Azarenka                | Maria Sakkari Jennifer Brady | Ons Jabeur Elise Mertens Sara Sorribes Tormo Veronika Kudermetova |
| 19 Octombrie | Ostrava Open Ostrava, Republica Cehă WTA Premier Dură (i) – $528,500 – 28S/16D Simplu – Dublu | Elise Mertens Arina Sabalenka 6–1, 6–3 | Gabriela Dabrowski Luisa Stefani | Maria Sakkari Jennifer Brady | Ons Jabeur Elise Mertens Sara Sorribes Tormo Veronika Kudermetova |
| 26 Octombrie | Niciun turneu programat                                                                       | Niciun turneu programat                | Niciun turneu programat          | Niciun turneu programat      | Niciun turneu programat                                           |

### Noiembrie
| Săptămâna   | Turneu                                                                                 | Campioni                             | Finaliști                         | Semifinaliști                            | Sferturi de finală                                                      |
| ----------- | -------------------------------------------------------------------------------------- | ------------------------------------ | --------------------------------- | ---------------------------------------- | ----------------------------------------------------------------------- |
| 2 Noiembrie | Niciun turneu programat                                                                | Niciun turneu programat              | Niciun turneu programat           | Niciun turneu programat                  | Niciun turneu programat                                                 |
| 9 Noiembrie | Linz Open Linz, Austria WTA International Dură (i) – $225,500 – 32S/16D Simplu – Dublu | Arina Sabalenka 7–5, 6–2             | Elise Mertens                     | Barbora Krejčíková Ekaterina Alexandrova | Océane Dodin Aliaksandra Sasnovich Nadia Podoroska Veronika Kudermetova |
| 9 Noiembrie | Linz Open Linz, Austria WTA International Dură (i) – $225,500 – 32S/16D Simplu – Dublu | Arantxa Rus Tamara Zidanšek 6–3, 6–4 | Lucie Hradecká Kateřina Siniaková | Barbora Krejčíková Ekaterina Alexandrova | Océane Dodin Aliaksandra Sasnovich Nadia Podoroska Veronika Kudermetova |

## Turnee suspendate
Pandemia COVID-19 a afectat multe turnee în 2020. many tournaments on the WTA Tour. Următoarele turnee au fost suspendate sau amânate.
| 17 Februarie        | Hungarian Ladies Open Debrecen, Ungaria WTA International Dură (i) – 32S/24Q/16D                                    | Anulat în urma unor neînțelegeri cu organizatorii                    | Anulat în urma unor neînțelegeri cu organizatorii                    | Anulat în urma unor neînțelegeri cu organizatorii                    | Anulat în urma unor neînțelegeri cu organizatorii                    |
| 9 Martie 16 Martie  | Indian Wells Open Indian Wells, SUA WTA Premier Mandatory Dură – $ – 96S/48Q/32D                                    | Anulat                                                               | Anulat                                                               | Anulat                                                               | Anulat                                                               |
| 23 Martie 30 Martie | Miami Open Miami Gardens, SUA WTA Premier Mandatory Dură – $ – 96S/48Q/32D                                          | Anulat                                                               | Anulat                                                               | Anulat                                                               | Anulat                                                               |
| 6 Aprilie           | Charleston Open Charleston, SUA WTA Premier Zgură – $848,000 (Verde) – 56S/32Q/16D                                  | A fost jucat ca turneu demonstrativ la dublu în perioada 22-28 Iunie | A fost jucat ca turneu demonstrativ la dublu în perioada 22-28 Iunie | A fost jucat ca turneu demonstrativ la dublu în perioada 22-28 Iunie | A fost jucat ca turneu demonstrativ la dublu în perioada 22-28 Iunie |
| 6 Aprilie           | Copa Colsanitas Bogotá, Columbia WTA International Clay (red) – $275,000 – 32S/24Q/16D                              | Anulat                                                               | Anulat                                                               | Anulat                                                               | Anulat                                                               |
| 13 Aprilie          | Finala Fed Cup Budapesta, Ungaria Zgură (roșie) (i) – 12 echipe                                                     | Amanat la data 13–18 April 2021                                      | Amanat la data 13–18 April 2021                                      | Amanat la data 13–18 April 2021                                      | Amanat la data 13–18 April 2021                                      |
| 20 Aprilie          | Stuttgart Open Stuttgart, Germania WTA Premier Zgură (roșie) (i) – € – 28S/32Q/16D                                  | Anulat                                                               | Anulat                                                               | Anulat                                                               | Anulat                                                               |
| 20 Aprilie          | İstanbul Open Istanbul, Turcia WTA International Zgură (roșie) – $275,000 – 32S/24Q/16D                             | Amânat la data 7 Septembrie                                          | Amânat la data 7 Septembrie                                          | Amânat la data 7 Septembrie                                          | Amânat la data 7 Septembrie                                          |
| 27 Aprilie          | Prague Open Praga, Cehia WTA International Zgură (roșie) – $275,000 – 32S/24Q/16D                                   | Amânat la data 10 August                                             | Amânat la data 10 August                                             | Amânat la data 10 August                                             | Amânat la data 10 August                                             |
| 4 Mai               | Madrid Open Madrid, Spaina WTA Premier Mandatory Clay (red) – € – 64S/32Q/28D                                       | Inițial amânat în Septembrie, ulterior anulat                        |                                                                      |                                                                      |                                                                      |
| 11 Mai              | Italian Open Roma, Italia WTA Premier 5 Clay (red) – $3,528,000 – 56S/32Q/28D                                       | Amânat în Septembrie                                                 | Amânat în Septembrie                                                 | Amânat în Septembrie                                                 | Amânat în Septembrie                                                 |
| 18 Mai              | Internationaux de Strasbourg Strasbourg, Franța WTA International Zgură (roșie) – $275,000 – 32S/24Q/16D            | Amânat în Septembrie                                                 | Amânat în Septembrie                                                 | Amânat în Septembrie                                                 | Amânat în Septembrie                                                 |
| 18 Mai              | Morocco Open Rabat, Maroc WTA International Zgură (roșie) – $275,000 – 32S/24Q/16D                                  | Anulat                                                               | Anulat                                                               | Anulat                                                               | Anulat                                                               |
| 25 Mai 1 Iunie      | French Open Paris, Franța Grand Slam Clay (red)                                                                     | Amânat la data 28 Septembrie                                         | Amânat la data 28 Septembrie                                         | Amânat la data 28 Septembrie                                         | Amânat la data 28 Septembrie                                         |
| 8 Iunie             | Nottingham Open Nottingham, Regatul Unit WTA International Iarbă – $275,000 – 32S/24Q/16D                           | Anulat                                                               | Anulat                                                               | Anulat                                                               | Anulat                                                               |
| 8 Iunie             | Rosmalen Grass Court Championships 's-Hertogenbosch, Țările de Jos WTA International Grass – $275,000 – 32S/24Q/16D | Anulat                                                               | Anulat                                                               | Anulat                                                               | Anulat                                                               |
| 15 Iunie            | German Open Berlin, Germania WTA Premier Iarbă – $1,088,000 – 32S/24Q/16D                                           | Anulat                                                               | Anulat                                                               | Anulat                                                               | Anulat                                                               |
| 15 Iunie            | Birmingham Classic Birmingham, Regatul Unit WTA International Iarbă – $275,000 – 32S/24Q/16D                        | Anulat                                                               | Anulat                                                               | Anulat                                                               | Anulat                                                               |
| 22 Iunie            | Eastbourne International Eastbourne, Regatul Unit WTA Premier Iarbă – $1,122,000 – 48S/16Q/16D                      | Anulat                                                               | Anulat                                                               | Anulat                                                               | Anulat                                                               |
| 22 Iunie            | Bad Homburg Open Bad Homburg vor der Höhe, Germania WTA International Iarbă – $275,000 – 32S/8Q/16D                 | Anulat                                                               | Anulat                                                               | Anulat                                                               | Anulat                                                               |
| 29 Iunie 6 Iulie    | Wimbledon Londra, Regatul Unit Grand Slam Iarbă                                                                     | Anulat                                                               | Anulat                                                               | Anulat                                                               | Anulat                                                               |
| 13 Iulie            | Bucharest Open București, România WTA International Zgură (roșie) – $275,000 – 32S/24Q/16D                          | Anulat                                                               | Anulat                                                               | Anulat                                                               | Anulat                                                               |
| 13 Iulie            | Swiss Open Lausanne, Elveția WTA International Zgură (roșie) – $275,000 – 32S/24Q/16D                               | Anulat                                                               | Anulat                                                               | Anulat                                                               | Anulat                                                               |
| 20 Iulie            | Baltic Open Jūrmala, Letonia WTA International Zgură (roșie) – $275,000 – 32S/24Q/16D                               | Anulat                                                               | Anulat                                                               | Anulat                                                               | Anulat                                                               |
| 20 Iulie            | Palermo Open Palermo, Italia WTA International Clay (red)                                                           | Amânat la data 3 August                                              |                                                                      |                                                                      |                                                                      |
| 27 Iulie            | Jocurile Olimpice Tokyo, Japonia Jocurile Olimpice Dură                                                             | Amânat la data 26 Iulie 2021                                         | Amânat la data 26 Iulie 2021                                         | Amânat la data 26 Iulie 2021                                         | Amânat la data 26 Iulie 2021                                         |
| 3 August            | Silicon Valley Classic San Jose, SUA WTA Premier Dură – $ – 28S/16Q/16D                                             | Anulat                                                               | Anulat                                                               | Anulat                                                               | Anulat                                                               |
| 3 August            | Washington Open Washington, D.C., SUA WTA International Dură – $275,000 – 32S/16Q/16D                               | Anulat                                                               | Anulat                                                               | Anulat                                                               | Anulat                                                               |
| 10 August           | Canadian Open Montreal, Canada WTA Premier 5 Dură – 56S/32Q/28D                                                     | Anulat                                                               | Anulat                                                               | Anulat                                                               | Anulat                                                               |
| 17 August           | Cincinnati Open Mason, SUA WTA Premier 5 Hard                                                                       | Amânat la data 22 August și mutat la New York City                   |                                                                      |                                                                      |                                                                      |
| 24 August           | Albany Open Albany, SUA WTA International Dură – $275,000 – 32S/24Q/16D                                             | Anulat                                                               | Anulat                                                               | Anulat                                                               | Anulat                                                               |
| 14 Septembrie       | Zhengzhou Open Zhengzhou, China WTA Premier Dură – $ – 28S/24Q/16D                                                  | Inițial amânat în Octombrie, ulterior anulat                         | Inițial amânat în Octombrie, ulterior anulat                         | Inițial amânat în Octombrie, ulterior anulat                         | Inițial amânat în Octombrie, ulterior anulat                         |
| 14 Septembrie       | Jiangxi Open Nanchang, China WTA International Dură – $275,000 – 32S/24Q/16D                                        | Inițial amânat în Octombrie, ulterior anulat                         | Inițial amânat în Octombrie, ulterior anulat                         | Inițial amânat în Octombrie, ulterior anulat                         | Inițial amânat în Octombrie, ulterior anulat                         |
| 14 Septembrie       | Japan Women's Open Hiroshima, Japonia WTA International Hard – $275,000 – 32S/24Q/16D                               | Anulat                                                               | Anulat                                                               | Anulat                                                               | Anulat                                                               |
| 21 Septembrie       | Pan Pacific Open Tokyo, Japonia WTA Premier Dură (i) – $ – 28S/24Q/16D                                              | Inițial amânat în Noiembrie, ulterior anulat                         | Inițial amânat în Noiembrie, ulterior anulat                         | Inițial amânat în Noiembrie, ulterior anulat                         | Inițial amânat în Noiembrie, ulterior anulat                         |
| 21 Septembrie       | Guangzhou Open Guangzhou, China WTA International HDură– $525,000 – 32S/24Q/16D                                     | Inițial amânat în Noiembrie, ulterior anulat                         | Inițial amânat în Noiembrie, ulterior anulat                         | Inițial amânat în Noiembrie, ulterior anulat                         | Inițial amânat în Noiembrie, ulterior anulat                         |
| 21 Septembrie       | Korea Open Seoul, South Korea WTA International Hard – $225,500 – 32S/24Q/16D                                       | Anulat                                                               | Anulat                                                               | Anulat                                                               | Anulat                                                               |
| 28 Septembrie       | Wuhan Open Wuhan, China WTA Premier 5 Hard – $ – 56S/32Q/28D                                                        | Inițial anulat în Octombrie, ulterior anulat                         | Inițial anulat în Octombrie, ulterior anulat                         | Inițial anulat în Octombrie, ulterior anulat                         | Inițial anulat în Octombrie, ulterior anulat                         |
| 5 Octombrie         | China Open Beijing, China WTA Premier Mandatory Dură – $ – 60S/32Q/28D                                              | Anulat                                                               | Anulat                                                               | Anulat                                                               | Anulat                                                               |
| 12 Octombrie        | Hong Kong Open Hong Kong WTA International Dură – $525,000 – 32S/24Q/16D                                            | Anulat                                                               | Anulat                                                               | Anulat                                                               | Anulat                                                               |
| 12 Octombrie        | Tianjin Open Tianjin, China WTA International Dură – $275,000 – 32S/24Q/16D                                         | Anulat                                                               | Anulat                                                               | Anulat                                                               | Anulat                                                               |
| 12 Octombrie        | Linz Open Linz, Austria WTA International Hard – $275,000 – 32S/24Q/16D                                             | Amânat la data 9 Noiembrie                                           | Amânat la data 9 Noiembrie                                           | Amânat la data 9 Noiembrie                                           | Amânat la data 9 Noiembrie                                           |
| 19 Octombrie        | Kremlin Cup Moscow, Russia WTA Premier Dură (i) – $528,500 – 28S/24Q/16D                                            | Inițial amânat la data 2 Noiembrie, ulterior anulat (amânat în 2021) | Inițial amânat la data 2 Noiembrie, ulterior anulat (amânat în 2021) | Inițial amânat la data 2 Noiembrie, ulterior anulat (amânat în 2021) | Inițial amânat la data 2 Noiembrie, ulterior anulat (amânat în 2021) |
| 19 Octombrie        | Luxembourg Open Kockelscheuer, Luxemburg WTA International Dură (i) – $275,000 – 32S/24Q/16D                        | Anulat                                                               | Anulat                                                               | Anulat                                                               | Anulat                                                               |
| 26 Octombrie        | WTA Elite Trophy Zhuhai, China Turneul Campioanelor Hard – $2,600,000 – 12S(RR)/6D(RR)                              | Anulat                                                               | Anulat                                                               | Anulat                                                               | Anulat                                                               |
| 2 Nov               | WTA Finals Shenzhen, China Turneul Campioanelor Hard (i) – $14,000,000 – 8S(RR)/8D(RR)                              | Anulat                                                               | Anulat                                                               | Anulat                                                               | Anulat                                                               |

## Informații statistice
Aceste tabele prezintă numărul de titluri de simplu (S), dublu (D) și dublu mixt (X) câștigate de fiecare jucătoare și fiecare țară în timpul sezonului, în cadrul tuturor categoriilor de turnee ale turneului WTA 2020: turneele de Grand Slam, Turneul Campionelor, WTA Elite Trophy, WTA Premier tournaments (WTA Premier Mandatory, WTA Premier 5 și WTA Premier) și WTA International . Jucătorele/țările sunt sortate după:
1. Numărul total de titluri (un titlu de dublu câștigat de doi jucători care reprezintă aceeași țară reprezintă o singură victorie pentru țară);
2. Importanța cumulată a acestor titluri (o victorie de Grand Slam egal cu două victorii WTA Premier Mandatory/Premier 5, o victorie la Finală WTA egală cu o victorie și jumătate WTA Premier Mandatory, o victorie WTA Premier Mandatory/Premier 5 egală cu două victorii de WTA Premier, o victorie WTA Premier egală cu două victorii WTA International);
3. Ierarhie simplu > dublu > dublu mixt;
4. Ordine alfabetică (după numele de familie a jucătoarei).

### Legendă
| Turnee de Grand Slam          |
| Campionatele de sfârșit de an |
| WTA Premier Mandatory         |
| WTA Premier 5                 |
| WTA Premier                   |
| WTA International             |

### Titluri câștigate per jucător
| Total | Player                      | Grand Slam | Grand Slam | Grand Slam | Year-end | Year-end | Premier Mandatory | Premier Mandatory | Premier 5 | Premier 5 | Premier | Premier | International | International | Total | Total | Total |
| Total | Player                      | S          | D          | X          | S        | D        | S                 | D                 | S         | D         | S       | D       | S             | D             | S     | D     | X     |
| ----- | --------------------------- | ---------- | ---------- | ---------- | -------- | -------- | ----------------- | ----------------- | --------- | --------- | ------- | ------- | ------------- | ------------- | ----- | ----- | ----- |
| 4     | Arina Sabalenka (BLR)       |            |            |            |          |          |                   |                   | ●         |           | ●       | ●       | ●             |               | 3     | 1     | 0     |
| 4     | Hsieh Su-wei (TPE)          |            |            |            |          |          |                   |                   |           | ●         |         | ●       |               |               | 0     | 4     | 0     |
| 4     | Barbora Strýcová (CZE)      |            |            |            |          |          |                   |                   |           | ●         |         | ●       |               |               | 0     | 4     | 0     |
| 3     | Simona Halep (ROU)          |            |            |            |          |          |                   |                   | ●         |           | ●       |         | ●             |               | 3     | 0     | 0     |
| 2     | Sofia Kenin (USA)           | ●          |            |            |          |          |                   |                   |           |           |         |         | ●             |               | 2     | 0     | 0     |
| 2     | Tímea Babos (HUN)           |            | ●          |            |          |          |                   |                   |           |           |         |         |               |               | 0     | 2     | 0     |
| 2     | Kristina Mladenovic (FRA)   |            | ●          |            |          |          |                   |                   |           |           |         |         |               |               | 0     | 2     | 0     |
| 2     | Elina Svitolina (UKR)       |            |            |            |          |          |                   |                   |           |           |         |         | ●             |               | 2     | 0     | 0     |
| 2     | Barbora Krejčíková (CZE)    |            |            | ●          |          |          |                   |                   |           |           |         |         |               | ●             | 0     | 1     | 1     |
| 2     | Demi Schuurs (NED)          |            |            |            |          |          |                   |                   |           | ●         |         |         |               | ●             | 0     | 2     | 0     |
| 2     | Nicole Melichar (USA)       |            |            |            |          |          |                   |                   |           |           |         | ●       |               | ●             | 0     | 2     | 0     |
| 2     | Desirae Krawczyk (USA)      |            |            |            |          |          |                   |                   |           |           |         |         |               | ●             | 0     | 2     | 0     |
| 2     | Arantxa Rus (NED)           |            |            |            |          |          |                   |                   |           |           |         |         |               | ●             | 0     | 2     | 0     |
| 2     | Tamara Zidanšek (SLO)       |            |            |            |          |          |                   |                   |           |           |         |         |               | ●             | 0     | 2     | 0     |
| 1     | Naomi Osaka (JPN)           | ●          |            |            |          |          |                   |                   |           |           |         |         |               |               | 1     | 0     | 0     |
| 1     | Iga Świątek (POL)           | ●          |            |            |          |          |                   |                   |           |           |         |         |               |               | 1     | 0     | 0     |
| 1     | Laura Siegemund (GER)       |            | ●          |            |          |          |                   |                   |           |           |         |         |               |               | 0     | 1     | 0     |
| 1     | Vera Zvonareva (RUS)        |            | ●          |            |          |          |                   |                   |           |           |         |         |               |               | 0     | 1     | 0     |
| 1     | Victoria Azarenka (BLR)     |            |            |            |          |          |                   |                   | ●         |           |         |         |               |               | 1     | 0     | 0     |
| 1     | Květa Peschke (CZE)         |            |            |            |          |          |                   |                   |           | ●         |         |         |               |               | 0     | 1     | 0     |
| 1     | Ashleigh Barty (AUS)        |            |            |            |          |          |                   |                   |           |           | ●       |         |               |               | 1     | 0     | 0     |
| 1     | Kiki Bertens (NED)          |            |            |            |          |          |                   |                   |           |           | ●       |         |               |               | 1     | 0     | 0     |
| 1     | Karolína Plíšková (CZE)     |            |            |            |          |          |                   |                   |           |           | ●       |         |               |               | 1     | 0     | 0     |
| 1     | Shuko Aoyama (JPN)          |            |            |            |          |          |                   |                   |           |           |         | ●       |               |               | 0     | 1     | 0     |
| 1     | Elise Mertens (BEL)         |            |            |            |          |          |                   |                   |           |           |         | ●       |               |               | 0     | 1     | 0     |
| 1     | Ena Shibahara (JPN)         |            |            |            |          |          |                   |                   |           |           |         | ●       |               |               | 0     | 1     | 0     |
| 1     | Xu Yifan (CHN)              |            |            |            |          |          |                   |                   |           |           |         | ●       |               |               | 0     | 1     | 0     |
| 1     | Ekaterina Alexandrova (RUS) |            |            |            |          |          |                   |                   |           |           |         |         | ●             |               | 1     | 0     | 0     |
| 1     | Jennifer Brady (USA)        |            |            |            |          |          |                   |                   |           |           |         |         | ●             |               | 1     | 0     | 0     |
| 1     | Fiona Ferro (FRA)           |            |            |            |          |          |                   |                   |           |           |         |         | ●             |               | 1     | 0     | 0     |
| 1     | Magda Linette (POL)         |            |            |            |          |          |                   |                   |           |           |         |         | ●             |               | 1     | 0     | 0     |
| 1     | Elena Rîbakina (KAZ)        |            |            |            |          |          |                   |                   |           |           |         |         | ●             |               | 1     | 0     | 0     |
| 1     | Patricia Maria Țig (ROU)    |            |            |            |          |          |                   |                   |           |           |         |         | ●             |               | 1     | 0     | 0     |
| 1     | Heather Watson (GBR)        |            |            |            |          |          |                   |                   |           |           |         |         | ●             |               | 1     | 0     | 0     |
| 1     | Serena Williams (USA)       |            |            |            |          |          |                   |                   |           |           |         |         | ●             |               | 1     | 0     | 0     |
| 1     | Kateryna Bondarenko (UKR)   |            |            |            |          |          |                   |                   |           |           |         |         |               | ●             | 0     | 1     | 0     |
| 1     | Hayley Carter (USA)         |            |            |            |          |          |                   |                   |           |           |         |         |               | ●             | 0     | 1     | 0     |
| 1     | Sharon Fichman (CAN)        |            |            |            |          |          |                   |                   |           |           |         |         |               | ●             | 0     | 1     | 0     |
| 1     | Alexa Guarachi (CHI)        |            |            |            |          |          |                   |                   |           |           |         |         |               | ●             | 0     | 1     | 0     |
| 1     | Lucie Hradecká (CZE)        |            |            |            |          |          |                   |                   |           |           |         |         |               | ●             | 0     | 1     | 0     |
| 1     | Nadiia Kicenok (UKR)        |            |            |            |          |          |                   |                   |           |           |         |         |               | ●             | 0     | 1     | 0     |
| 1     | Sania Mirza (IND)           |            |            |            |          |          |                   |                   |           |           |         |         |               | ●             | 0     | 1     | 0     |
| 1     | Asia Muhammad (USA)         |            |            |            |          |          |                   |                   |           |           |         |         |               | ●             | 0     | 1     | 0     |
| 1     | Giuliana Olmos (MEX)        |            |            |            |          |          |                   |                   |           |           |         |         |               | ●             | 0     | 1     | 0     |
| 1     | Laura Ioana Paar (ROU)      |            |            |            |          |          |                   |                   |           |           |         |         |               | ●             | 0     | 1     | 0     |
| 1     | Kristýna Plíšková (CZE)     |            |            |            |          |          |                   |                   |           |           |         |         |               | ●             | 0     | 1     | 0     |
| 1     | Arina Rodionova (AUS)       |            |            |            |          |          |                   |                   |           |           |         |         |               | ●             | 0     | 1     | 0     |
| 1     | Storm Sanders (AUS)         |            |            |            |          |          |                   |                   |           |           |         |         |               | ●             | 0     | 1     | 0     |
| 1     | Kateřina Siniaková (CZE)    |            |            |            |          |          |                   |                   |           |           |         |         |               | ●             | 0     | 1     | 0     |
| 1     | Luisa Stefani (BRA)         |            |            |            |          |          |                   |                   |           |           |         |         |               | ●             | 0     | 1     | 0     |
| 1     | Taylor Townsend (USA)       |            |            |            |          |          |                   |                   |           |           |         |         |               | ●             | 0     | 1     | 0     |
| 1     | Julia Wachaczyk (GER)       |            |            |            |          |          |                   |                   |           |           |         |         |               | ●             | 0     | 1     | 0     |

### Titluri câștigate per țară
| Total | Nation                | Grand Slam | Grand Slam | Grand Slam | Year-end | Year-end | Premier Mandatory | Premier Mandatory | Premier 5 | Premier 5 | Premier | Premier | International | International | Total | Total | Total |
| Total | Nation                | S          | D          | X          | S        | D        | S                 | D                 | S         | D         | S       | D       | S             | D             | S     | D     | X     |
| ----- | --------------------- | ---------- | ---------- | ---------- | -------- | -------- | ----------------- | ----------------- | --------- | --------- | ------- | ------- | ------------- | ------------- | ----- | ----- | ----- |
| 10    | Statele Unite (USA)   | 1          |            |            |          |          |                   |                   |           |           |         | 1       | 3             | 5             | 4     | 6     | 0     |
| 9     | Cehia (CZE)           |            |            | 1          |          |          |                   |                   |           | 3         | 1       | 2       |               | 2             | 1     | 7     | 1     |
| 5     | Belarus (BLR)         |            |            |            |          |          |                   |                   | 2         |           | 1       | 1       | 1             |               | 4     | 1     | 0     |
| 5     | România (ROU)         |            |            |            |          |          |                   |                   | 1         |           | 1       |         | 2             | 1             | 4     | 1     | 0     |
| 5     | Țările de Jos (NED)   |            |            |            |          |          |                   |                   |           | 1         | 1       |         |               | 3             | 1     | 4     | 0     |
| 4     | Taipeiul Chinez (TPE) |            |            |            |          |          |                   |                   |           | 2         |         | 2       |               |               | 0     | 4     | 0     |
| 4     | Ucraina (UKR)         |            |            |            |          |          |                   |                   |           |           |         |         | 2             | 2             | 2     | 2     | 0     |
| 3     | Franța (FRA)          |            | 2          |            |          |          |                   |                   |           |           |         |         | 1             |               | 1     | 2     | 0     |
| 2     | Japonia (JPN)         | 1          |            |            |          |          |                   |                   |           |           |         | 1       |               |               | 1     | 1     | 0     |
| 2     | Polonia (POL)         | 1          |            |            |          |          |                   |                   |           |           |         |         | 1             |               | 2     | 0     | 0     |
| 2     | Ungaria (HUN)         |            | 2          |            |          |          |                   |                   |           |           |         |         |               |               | 0     | 2     | 0     |
| 2     | Rusia (RUS)           |            | 1          |            |          |          |                   |                   |           |           |         |         | 1             |               | 1     | 1     | 0     |
| 2     | Germania (GER)        |            | 1          |            |          |          |                   |                   |           |           |         |         |               | 1             | 0     | 2     | 0     |
| 2     | Australia (AUS)       |            |            |            |          |          |                   |                   |           |           | 1       |         |               | 1             | 1     | 1     | 0     |
| 2     | Slovenia (SLO)        |            |            |            |          |          |                   |                   |           |           |         |         |               | 2             | 0     | 2     | 0     |
| 1     | Belgia (BEL)          |            |            |            |          |          |                   |                   |           |           |         | 1       |               |               | 0     | 1     | 0     |
| 1     | China (CHN)           |            |            |            |          |          |                   |                   |           |           |         | 1       |               |               | 0     | 1     | 0     |
| 1     | Marea Britanie (GBR)  |            |            |            |          |          |                   |                   |           |           |         |         | 1             |               | 1     | 0     | 0     |
| 1     | Kazahstan (KAZ)       |            |            |            |          |          |                   |                   |           |           |         |         | 1             |               | 1     | 0     | 0     |
| 1     | Brazilia (BRA)        |            |            |            |          |          |                   |                   |           |           |         |         |               | 1             | 0     | 1     | 0     |
| 1     | Canada (CAN)          |            |            |            |          |          |                   |                   |           |           |         |         |               | 1             | 0     | 1     | 0     |
| 1     | Chile (CHI)           |            |            |            |          |          |                   |                   |           |           |         |         |               | 1             | 0     | 1     | 0     |
| 1     | India (IND)           |            |            |            |          |          |                   |                   |           |           |         |         |               | 1             | 0     | 1     | 0     |
| 1     | Mexic (MEX)           |            |            |            |          |          |                   |                   |           |           |         |         |               | 1             | 0     | 1     | 0     |

## Clasament WTA
Mai jos sunt clasamentele anuale WTA și clasamentele WTA Race ale primelor 20 de jucătoare de simplu și de dublu. Clasamentele au fost înghețate din cauza pandemiei COVID-19 începând din 16 Martie 2020 până la reluarea sezonului la data de 3 August 2020. Turneul Campioanelor a fost anulată la 24 Iulie 2020 din cauza pandemiei, așadar mai jos sunt prezentate clasamentele neoficiale WTA Race la simplu și dublu doar pentru evenimentele din 2020.

### Simplu
| Clasament final neoficial WTA Race la simplu | Clasament final neoficial WTA Race la simplu | Clasament final neoficial WTA Race la simplu | Clasament final neoficial WTA Race la simplu | Clasament final neoficial WTA Race la simplu |
| #                                            | Jucătoare                                    | Puncte                                       | Diferență†                                   | Nr. turnee                                   |
| -------------------------------------------- | -------------------------------------------- | -------------------------------------------- | -------------------------------------------- | -------------------------------------------- |
| 1                                            | Sofia Kenin (USA)                            | 3,934                                        | ▬                                            | 10                                           |
| 2                                            | Naomi Osaka (JPN)                            | 2,900                                        | ▬                                            | 4                                            |
| 3                                            | Simona Halep (ROU)                           | 2,770                                        | ▬                                            | 6                                            |
| 4                                            | Victoria Azarenka (BLR)                      | 2,767                                        | ▬                                            | 7                                            |
| 5                                            | Iga Świątek (POL)                            | 2,432                                        | ▬                                            | 6                                            |
| 6                                            | Aryna Sabalenka (BLR)                        | 2,420                                        | ▲ 2                                          | 12                                           |
| 7                                            | Petra Kvitová (CZE)                          | 2,321                                        | ▼ 1                                          | 7                                            |
| 8                                            | Garbiñe Muguruza (ESP)                       | 2,310                                        | ▼ 1                                          | 8                                            |
| 9                                            | Elise Mertens (BEL)                          | 2,036                                        | ▬                                            | 13                                           |
| 10                                           | Elena Rîbakina (KAZ)                         | 1,732                                        | ▬                                            | 12                                           |
| 11                                           | Jennifer Brady (USA)                         | 1,677                                        | ▬                                            | 11                                           |
| 12                                           | Ashleigh Barty (AUS)                         | 1,601                                        | ▬                                            | 4                                            |
| 13                                           | Karolína Plíšková (CZE)                      | 1,532                                        | ▬                                            | 9                                            |
| 14                                           | Ons Jabeur (TUN)                             | 1,445                                        | ▬                                            | 11                                           |
| 15                                           | Serena Williams (USA)                        | 1,425                                        | ▬                                            | 6                                            |
| 16                                           | Anett Kontaveit (EST)                        | 1,381                                        | ▬                                            | 11                                           |
| 17                                           | Elina Svitolina (UKR)                        | 1,374                                        | ▬                                            | 10                                           |
| 18                                           | Maria Sakkari (GRE)                          | 1,333                                        | ▬                                            | 11                                           |
| 19                                           | Nadia Podoroska (ARG)                        | 1,275                                        | ▬                                            | 13                                           |
| 20                                           | Ekaterina Alexandrova (RUS)                  | 1,189                                        | ▲ 2                                          | 14                                           |

| Clasamentul de sfârșit de an WTA la simplu | Clasamentul de sfârșit de an WTA la simplu | Clasamentul de sfârșit de an WTA la simplu | Clasamentul de sfârșit de an WTA la simplu | Clasamentul de sfârșit de an WTA la simplu | Clasamentul de sfârșit de an WTA la simplu | Clasamentul de sfârșit de an WTA la simplu | Clasamentul de sfârșit de an WTA la simplu |
| #                                          | Jucătoare                                  | Puncte                                     | Nr. turnee                                 | Cls 19                                     | Sus                                        | Jos                                        | '19→'20                                    |
| ------------------------------------------ | ------------------------------------------ | ------------------------------------------ | ------------------------------------------ | ------------------------------------------ | ------------------------------------------ | ------------------------------------------ | ------------------------------------------ |
| 1                                          | Ashleigh Barty (AUS)                       | 8,717                                      | 17                                         | 1                                          | 1                                          | 1                                          | ▬                                          |
| 2                                          | Simona Halep (ROU)                         | 7,255                                      | 17                                         | 4                                          | 2                                          | 4                                          | ▲ 2                                        |
| 3                                          | Naomi Osaka (JPN)                          | 5,780                                      | 16                                         | 3                                          | 3                                          | 10                                         | ▬                                          |
| 4                                          | Sofia Kenin (USA)                          | 5,760                                      | 25                                         | 14                                         | 4                                          | 15                                         | ▲ 10                                       |
| 5                                          | Elina Svitolina (UKR)                      | 5,260                                      | 26                                         | 6                                          | 5                                          | 7                                          | ▲ 1                                        |
| 6                                          | Karolína Plíšková (CZE)                    | 5,205                                      | 21                                         | 2                                          | 2                                          | 6                                          | ▼ 4                                        |
| 7                                          | Bianca Andreescu (CAN)                     | 4,555                                      | 10                                         | 5                                          | 4                                          | 7                                          | ▼ 2                                        |
| 8                                          | Petra Kvitová (CZE)                        | 4,516                                      | 16                                         | 7                                          | 7                                          | 12                                         | ▼ 1                                        |
| 9                                          | Kiki Bertens (NED)                         | 4,505                                      | 26                                         | 9                                          | 6                                          | 10                                         | ▬                                          |
| 10                                         | Arina Sabalenka (BLR)                      | 4,220                                      | 27                                         | 11                                         | 10                                         | 13                                         | ▲ 1                                        |
| 11                                         | Serena Williams (USA)                      | 4,080                                      | 13                                         | 10                                         | 8                                          | 11                                         | ▼ 1                                        |
| 12                                         | Belinda Bencic (SUI)                       | 4,010                                      | 25                                         | 8                                          | 4                                          | 12                                         | ▼ 4                                        |
| 13                                         | Victoria Azarenka (BLR)                    | 3,426                                      | 18                                         | 50                                         | 13                                         | 59                                         | ▲ 37                                       |
| 14                                         | Johanna Konta (GBR)                        | 3,152                                      | 18                                         | 12                                         | 12                                         | 16                                         | ▼ 2                                        |
| 15                                         | Garbiñe Muguruza (ESP)                     | 3,016                                      | 17                                         | 35                                         | 15                                         | 35                                         | ▲ 20                                       |
| 16                                         | Madison Keys (USA)                         | 2,962                                      | 16                                         | 13                                         | 11                                         | 16                                         | ▼ 3                                        |
| 17                                         | Iga Świątek (POL)                          | 2,960                                      | 16                                         | 60                                         | 17                                         | 60                                         | ▲ 43                                       |
| 18                                         | Petra Martić (CRO)                         | 2,850                                      | 24                                         | 15                                         | 14                                         | 18                                         | ▼ 3                                        |
| 19                                         | Elena Rîbakina (KAZ)                       | 2,696                                      | 29                                         | 36                                         | 17                                         | 36                                         | ▲ 17                                       |
| 20                                         | Elise Mertens (BEL)                        | 2,650                                      | 30                                         | 17                                         | 17                                         | 23                                         | ▼ 3                                        |

#### Clasament numărul 1
| Titular              | Data obținerii        | Data pierderii        |
| -------------------- | --------------------- | --------------------- |
| Ashleigh Barty (AUS) | Sfârșitul anului 2019 | Sfârșitul anului 2020 |

### Dublu
| Clasament final neoficial WTA Race la dublu | Clasament final neoficial WTA Race la dublu         | Clasament final neoficial WTA Race la dublu | Clasament final neoficial WTA Race la dublu | Clasament final neoficial WTA Race la dublu |
| #                                           | Echipă                                              | Puncte                                      | Diferență†                                  | Turnee                                      |
| ------------------------------------------- | --------------------------------------------------- | ------------------------------------------- | ------------------------------------------- | ------------------------------------------- |
| 1                                           | Tímea Babos (HUN) · Kristina Mladenovic (FRA)       | 4,470                                       | ▬                                           | 4                                           |
| 2                                           | Hsieh Su-wei (TPE) · Barbora Strýcová (CZE)         | 4,280                                       | ▬                                           | 6                                           |
| 3                                           | Barbora Krejčíková (CZE) · Kateřina Siniaková (CZE) | 2,485                                       | ▬                                           | 6                                           |
| 4                                           | Nicole Melichar (USA) · Xu Yifan (CHN)              | 2,105                                       | ▬                                           | 7                                           |
| 5                                           | Hayley Carter (USA) · Luisa Stefani (BRA)           | 1,951                                       | ▬                                           | 11                                          |
| 6                                           | Shuko Aoyama (JPN) · Ena Shibahara (JPN)            | 1,928                                       | ▬                                           | 11                                          |
| 7                                           | Alexa Guarachi (CHI) · Desirae Krawczyk (USA)       | 1,807                                       | ▬                                           | 7                                           |
| 8                                           | Květa Peschke (CZE) · Demi Schuurs (NED)            | 1,641                                       | ▬                                           | 7                                           |
| 9                                           | Elise Mertens (BEL) · Arina Sabalenka (BLR)         | 1,600                                       | ▬                                           | 7                                           |
| 10                                          | Gabriela Dabrowski (CAN) · Jeļena Ostapenko (LAT)   | 1,365                                       | ▬                                           | 4                                           |

| Clasamentul de sfârșit de an WTA la dublu | Clasamentul de sfârșit de an WTA la dublu | Clasamentul de sfârșit de an WTA la dublu | Clasamentul de sfârșit de an WTA la dublu | Clasamentul de sfârșit de an WTA la dublu | Clasamentul de sfârșit de an WTA la dublu | Clasamentul de sfârșit de an WTA la dublu | Clasamentul de sfârșit de an WTA la dublu |
| #                                         | Echipă                                    | Puncte                                    | Turnee                                    | Cls 19                                    | Sus                                       | Jos                                       | '19→'20                                   |
| ----------------------------------------- | ----------------------------------------- | ----------------------------------------- | ----------------------------------------- | ----------------------------------------- | ----------------------------------------- | ----------------------------------------- | ----------------------------------------- |
| 1                                         | Hsieh Su-wei (TPE)                        | 9,010                                     | 19                                        | 4                                         | 1                                         | 4                                         | ▲ 3                                       |
| 2                                         | Barbora Strýcová (CZE)                    | 8,945                                     | 19                                        | 1                                         | 1                                         | 4                                         | ▼ 1                                       |
| 3                                         | Kristina Mladenovic (FRA)                 | 8,115                                     | 13                                        | 2                                         | 1                                         | 3                                         | ▼ 1                                       |
| 4                                         | Tímea Babos (HUN)                         | 7,955                                     | 14                                        | 3                                         | 2                                         | 4                                         | ▼ 1                                       |
| 5                                         | Arina Sabalenka (BLR)                     | 7,575                                     | 17                                        | 5                                         | 5                                         | 5                                         | ▬                                         |
| 6                                         | Elise Mertens (BEL)                       | 7,490                                     | 16                                        | 6                                         | 6                                         | 6                                         | ▬                                         |
| 7                                         | Barbora Krejčíková (CZE)                  | 5,955                                     | 16                                        | 13                                        | 7                                         | 14                                        | ▲ 6                                       |
| 8                                         | Kateřina Siniaková (CZE)                  | 5,865                                     | 20                                        | 7                                         | 7                                         | 10                                        | ▼ 1                                       |
| 9                                         | Xu Yifan (CHN)                            | 5,820                                     | 22                                        | 8                                         | 7                                         | 10                                        | ▼ 1                                       |
| 10                                        | Gabriela Dabrowski (CAN)                  | 5,675                                     | 26                                        | 8                                         | 7                                         | 10                                        | ▼ 2                                       |
| 11                                        | Nicole Melichar (USA)                     | 4,730                                     | 28                                        | 20                                        | 11                                        | 20                                        | ▲ 9                                       |
| 12                                        | Demi Schuurs (NED)                        | 4,730                                     | 24                                        | 14                                        | 11                                        | 14                                        | ▲ 2                                       |
| 13                                        | Anna-Lena Grönefeld (GER)                 | 4,495                                     | 17                                        | 11                                        | 11                                        | 13                                        | ▼ 2                                       |
| 14                                        | Ashleigh Barty (AUS)                      | 4,060                                     | 12                                        | 19                                        | 13                                        | 19                                        | ▲ 5                                       |
| 15                                        | Latisha Chan (TPE)                        | 3,905                                     | 21                                        | 15                                        | 12                                        | 15                                        | ▬                                         |
| 15                                        | Chan Hao-ching (TPE)                      | 3,905                                     | 21                                        | 15                                        | 12                                        | 15                                        | ▬                                         |
| 17                                        | Květa Peschke (CZE)                       | 3,820                                     | 24                                        | 21                                        | 17                                        | 24                                        | ▲ 4                                       |
| 18                                        | Duan Yingying (CHN)                       | 3,810                                     | 24                                        | 17                                        | 16                                        | 18                                        | ▼ 1                                       |
| 19                                        | Jeļena Ostapenko (LAT)                    | 3,680                                     | 18                                        | 22                                        | 17                                        | 23                                        | ▲ 3                                       |
| 20                                        | Bethanie Mattek-Sands (USA)               | 3,640                                     | 16                                        | 24                                        | 19                                        | 25                                        | ▲ 4                                       |

#### Clasament numarul 1
| Titular                   | Data obținerii        | Data pierderii        |
| ------------------------- | --------------------- | --------------------- |
| Barbora Strýcová (CZE)    | Sfârșitul anului 2019 | 2 Februarie 2020      |
| Hsieh Su-wei (TPE)        | 3 Februarie 2020      | 23 Februarie 2020     |
| Kristina Mladenovic (FRA) | 24 Februarie 2020     | 1 Martie 2020         |
| Hsieh Su-wei (TPE)        | 2 Martie 2020         | Sfârșitul anului 2020 |

## Distribuția punctelor
| Category                        | C     | F     | SF   | QF                                                          | R16                                                         | R32                                                         | R64                                                         | R128                                                        | Q                                                           | Q3                                                          | Q2                                                          | Q1                                                          |
| Grand Slam (S)                  | 2000  | 1300  | 780  | 430                                                         | 240                                                         | 130                                                         | 70                                                          | 10                                                          | 40                                                          | 30                                                          | 20                                                          | 2                                                           |
| Grand Slam (D)                  | 2000  | 1300  | 780  | 430                                                         | 240                                                         | 130                                                         | 10                                                          | –                                                           | 40                                                          | –                                                           | –                                                           | –                                                           |
| WTA Finals (S)                  | 1500* | 1080* | 750* | (+125 per meci Round Robin; +125 per victorie Round Robin ) | (+125 per meci Round Robin; +125 per victorie Round Robin ) | (+125 per meci Round Robin; +125 per victorie Round Robin ) | (+125 per meci Round Robin; +125 per victorie Round Robin ) | (+125 per meci Round Robin; +125 per victorie Round Robin ) | (+125 per meci Round Robin; +125 per victorie Round Robin ) | (+125 per meci Round Robin; +125 per victorie Round Robin ) | (+125 per meci Round Robin; +125 per victorie Round Robin ) | (+125 per meci Round Robin; +125 per victorie Round Robin ) |
| WTA Finals (D)                  | 1500  | 1080  | 750  | 375                                                         | –                                                           | –                                                           | –                                                           | –                                                           | –                                                           | –                                                           | –                                                           | –                                                           |
| WTA Premier Mandatory (96S)     | 1000  | 650   | 390  | 215                                                         | 120                                                         | 65                                                          | 35                                                          | 10                                                          | 30                                                          | –                                                           | 20                                                          | 2                                                           |
| WTA Premier Mandatory (64/60S)  | 1000  | 650   | 390  | 215                                                         | 120                                                         | 65                                                          | 10                                                          | –                                                           | 30                                                          | –                                                           | 20                                                          | 2                                                           |
| WTA Premier Mandatory (28/32D)  | 1000  | 650   | 390  | 215                                                         | 120                                                         | 10                                                          | –                                                           | –                                                           | –                                                           | –                                                           | –                                                           | –                                                           |
| WTA Premier 5 (56S, 64Q)        | 900   | 585   | 350  | 190                                                         | 105                                                         | 60                                                          | 1                                                           | –                                                           | 30                                                          | 22                                                          | 15                                                          | 1                                                           |
| WTA Premier 5 (56S, 48/32Q)     | 900   | 585   | 350  | 190                                                         | 105                                                         | 60                                                          | 1                                                           | –                                                           | 30                                                          | –                                                           | 20                                                          | 1                                                           |
| WTA Premier 5 (28D)             | 900   | 585   | 350  | 190                                                         | 105                                                         | 1                                                           | –                                                           | –                                                           | –                                                           | –                                                           | –                                                           | –                                                           |
| WTA Premier 5 (16D)             | 900   | 585   | 350  | 190                                                         | 1                                                           | –                                                           | –                                                           | –                                                           | –                                                           | –                                                           | –                                                           | –                                                           |
| WTA Premier (56S)               | 470   | 305   | 185  | 100                                                         | 55                                                          | 30                                                          | 1                                                           | –                                                           | 25                                                          | –                                                           | 13                                                          | 1                                                           |
| WTA Premier (32/30/28S)         | 470   | 305   | 185  | 100                                                         | 55                                                          | 1                                                           | –                                                           | –                                                           | 25                                                          | 18                                                          | 13                                                          | 1                                                           |
| WTA Premier (16D)               | 470   | 305   | 185  | 100                                                         | 1                                                           | –                                                           | –                                                           | –                                                           | –                                                           | –                                                           | –                                                           | –                                                           |
| WTA Elite Trophy (S)            | 700*  | 440*  | 240* | (+40 per meci Round Robin; +80 per victorie Round Robin)    | (+40 per meci Round Robin; +80 per victorie Round Robin)    | (+40 per meci Round Robin; +80 per victorie Round Robin)    | (+40 per meci Round Robin; +80 per victorie Round Robin)    | (+40 per meci Round Robin; +80 per victorie Round Robin)    | (+40 per meci Round Robin; +80 per victorie Round Robin)    | (+40 per meci Round Robin; +80 per victorie Round Robin)    | (+40 per meci Round Robin; +80 per victorie Round Robin)    | (+40 per meci Round Robin; +80 per victorie Round Robin)    |
| WTA International (32S, 32Q)    | 280   | 180   | 110  | 60                                                          | 30                                                          | 1                                                           | –                                                           | –                                                           | 18                                                          | 14                                                          | 10                                                          | 1                                                           |
| WTA International (32S, 24/16Q) | 280   | 180   | 110  | 60                                                          | 30                                                          | 1                                                           | –                                                           | –                                                           | 18                                                          | -                                                           | 12                                                          | 1                                                           |
| WTA International (16D)         | 280   | 180   | 110  | 60                                                          | 1                                                           | –                                                           | –                                                           | –                                                           | –                                                           | –                                                           | –                                                           | –                                                           |

S = simplu, D = dublu, Q = calificare.

* Presupune recordul neînvins al meciului Round Robin.